# Septoria menyanthis
Septoria menyanthis är en svampart som beskrevs av Desm. 1853. Septoria menyanthis ingår i släktet Septoria och familjen Mycosphaerellaceae.   Inga underarter finns listade i Catalogue of Life.